# Xylotrechus subscutellatus
Xylotrechus subscutellatus là một loài bọ cánh cứng trong họ Cerambycidae.